# Facção Central
Facção Central, conosciuto anche solo come FC, era un gruppo rap brasiliano originario di San Paolo e in attività dal 1989. La formazione della band comprendeva Eduardo e Dum Dum, morto nel 2023.

## Discografia
- Juventude de Atitude (1995)
- Estamos de Luto (1998)
- Versos Sangrentos (1999)
- A Marcha Fúnebre Prossegue (2001)
- Diretto do Campo de Extermínio (2002)
- Facção Central Ao Vivo (2005)
- O Espetáculo do Circo dos Horrores (2006)